# François Furet (Maler)
François Furet (* 24. Januar 1842 in Genf; † 16. März 1919 ebenda) war ein Schweizer Landschaftsmaler.

## Leben
Zwischen 1860 und 1865 besuchte Furet die École des Beaux-Arts seiner Heimatstadt und war dort Schüler von Barthélemy Menn. Angeregt und unterstützt von diesem, konnte Furet bis 1900 jährlich eine Studienreise nach Paris unternehmen. Die Skizzen bildeten dann u. a. die Basis für die Bilder, mit denen er bis kurz vor die Jahrhundertwende an verschiedenen Ausstellungen in der Schweiz und in Frankreich teilnahm.
Ab 1885 waren Furets Werke auch regelmässig in den grossen Ausstellungen der Gesellschaft schweizerischer Aquarellisten zu sehen. Als Mitarbeiter von Auguste Baud-Bovy und Eugène Burnand war er an deren Rundgemälde der Berner Alpen (120 m × 18 m) beteiligt; von ihm stammte der 48 m lange Abschnitt „Lauterbrunnental, Berner Voralpen, schweizerische Hochebene“. Dieses Gemälde war für die Weltausstellung in Chicago, Ill. (World’s Columbian Exposition) konzipiert und wurde später von einem Orkan in Dublin vernichtet.

## Werke (Auswahl)
- Der Genfer See
- Hochwald im Herbst
- Gewitter in den Bergen

## Rezeption
Als Maler thematisierte Furet immer wieder seine Heimat um den Genfersee oder das Berner Oberland. 1912 unternahm er eine längere Studienreise nach Mallorca und an die Küste Spaniens.